# Желтопятнистая агама
Желтопятнистая агама (лат. Trapelus flavimaculatus) — вид ящериц семейства агамовые.

## Внешний вид
Агама средних размеров (длина тела около 13 см) с большой головой и крепким округлым телом. Ушные отверстия маленькие, частично прикрыты сверху заострёнными чешуйками. На нижней поверхности шеи имеется увеличенный горловой мешок. Брюшные чешуйки килеватые. Конечности относительно короткие и крепкие. Хвост длиннее тела в 1,1—1,5 раз, не сегментированный. Окраска крайне разнообразная, хвост с поперечными полосами. У самцов в брачном наряде голова, горло, передние конечности и передняя часть брюшной стороны тела приобретают синий цвет, а хвост становится оранжевым. Тело сверху покрыто светлыми пятнами. Молодые особи коричневые с белыми пятнами и светлыми поперечными полосами на тёмном хвосте.

## Распространение
Эндемик Аравийского полуострова. Встречается в Саудовской Аравии, Бахрейне, Кувейте, Омане, Йемене, ОАЭ и Катаре на высоте до 1200 м над уровнем моря.

## Образ жизни
Обитает преимущественно на закреплённых песках и гравийных субстратах, обычно с редкой древесной или кустарниковой растительностью, на которых часто греется на солнце. В нарушенных местообитаниях использует для этой цели кучи камней. Самцы обычно выбирают более высокие места для баскинга, на которых они демонстративно покачивают и кивают головами. Ведут дневной образ жизни. Питаются насекомыми и другими членистоногими. Самки откладывают 6—8 крупных яиц круглой формы в кожистой оболочке. Через 6—7 недель из них на свет появляются детёныши.

## Природоохранный статус
Международный союз охраны природы отнёс вид к категории «Вызывающие наименьшие опасения» в связи с широким распространением и отсутствием серьёзных угроз его численности.